# Alafim de Oió

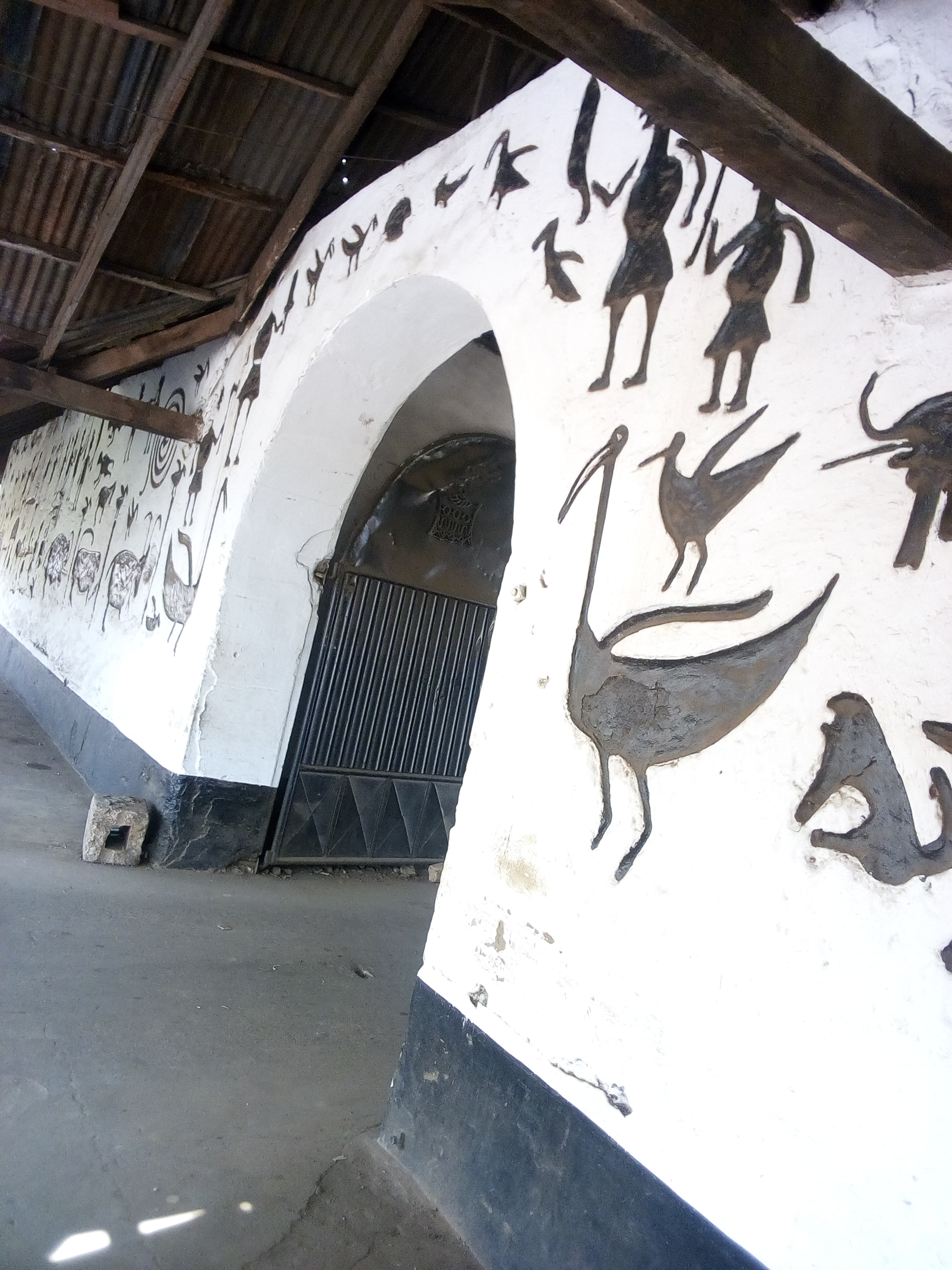
Entrada do palácio do Alafim de Oió

Alafim de Oió era um título do obá (rei) do antigo Império de Oió,  território localizado nos anos atuais na Nigéria.
Na língua iorubá, a palavra obá significa rei ou imperador. Também é comum os governantes dos vários domínios iorubás terem títulos especiais. Em Oió, o obá é chamado de Alafim de Oió.
Atualmente esse título ainda existe para se referir ao chefe tradicional iorubá, cargo esse vago após a morte de Lamidi Adeiemi III, em 22 de abril de 2022.

## Lista de alafins de Oió
| Reinado        | Incumbente                                   | Notas                             |
| -------------- | -------------------------------------------- | --------------------------------- |
| c.1400         | Fundação do Império de Oió                   | Fundação do Império de Oió        |
| c.1835         | Conquista pelo Califado de Socoto            | Conquista pelo Califado de Socoto |
| 1888           | Protetorado Britânico                        | Protetorado Britânico             |
| 1400 a????     | Oraniã                                       |                                   |
| ???? a????     | Ajacá                                        |                                   |
| ???? a????     | Xangô                                        |                                   |
| ???? a????     | Ajacá (restaurado)                           |                                   |
| ???? a????     | Aganju                                       |                                   |
| ???? a????     | Cori                                         |                                   |
| ???? a????     | Oluaso                                       |                                   |
| c. 1500 a????  | Onigbogi                                     |                                   |
| ???? a????     | Ofirin                                       |                                   |
| ???? a????     | Eguguojo                                     |                                   |
| ???? a????     | Orompoto                                     |                                   |
| c. 1600 a????  | Abipa                                        |                                   |
| ???? a????     | Obalokun                                     |                                   |
| ???? a????     | Oluodo                                       |                                   |
| ???? a????     | Ajagbo                                       |                                   |
| ???? a????     | Odarawu                                      |                                   |
| ???? a????     | Kanran                                       |                                   |
| ???? a????     | Jayin                                        |                                   |
| ???? a????     | Ayibi                                        |                                   |
| ???? a????     | Osiyago                                      |                                   |
| c. 1728 a 1730 | Ojigi                                        |                                   |
| c. 1730 a 1746 | Gberu                                        |                                   |
| 1746           | Amuniwaiye                                   |                                   |
| 1746 a 1754    | Onisile                                      |                                   |
| 1754           | Labisi                                       |                                   |
| 1754           | Awonbioju                                    |                                   |
| 1754           | Agboluaje                                    |                                   |
| 1754 a 1770    | Majeogbe                                     |                                   |
| c. 1770 a 1789 | Abiodun                                      |                                   |
| 1789 a 1796    | Awole Arogangan                              |                                   |
| 1796 a 1797    | Adebo                                        |                                   |
| 1797           | Makua                                        |                                   |
| 1797 a 1802    | vacant, vacant                               |                                   |
| 1802 a 1830    | Majotu                                       |                                   |
| 1830 a 1833    | Amodo                                        |                                   |
| 1833 a 1835    | Oluewu                                       |                                   |
| 1837 a 1859    | Atiba Atobatele (na nova capital)            |                                   |
| 1859 a 1875    | Adelu                                        |                                   |
| 1876 a 1888    | Adeyemi I Alowolodu                          |                                   |
| 1888 a 1905    | Adeyemi I Alowolodu (como vassalo britânico) |                                   |